# Буре, Владимир Валерьевич
Влади́мир Вале́рьевич Буре́ (4 декабря 1950, Норильск — 3 сентября 2024, Майами, США) — советский пловец, российский хоккейный тренер по физической подготовке. Заслуженный мастер спорта СССР (1972, плавание), заслуженный тренер России по хоккею (2003).
В плавании выступал за Москву — «Локомотив», ЦСКА (с 1973). 4-кратный призёр Олимпийских игр 1968 и 1972, 2-кратный призёр чемпионатов мира 1973 и 1975, чемпион Европы 1970, 5-кратный призёр чемпионатов Европы 1970, 1974, 1977 на дистанции 100 м вольным стилем и в эстафетах. 17-кратный чемпион СССР (1968—1977) на всех дистанциях вольного стиля и в эстафетах. 10-кратный рекордсмен Европы на дистанции 100 м вольным стилем и в эстафетах.
Учился в МИИТе.
Отец хоккеистов Павла (р. 1971) и Валерия (р. 1974) Буре. Тренер по физической подготовке (англ. fitness consultant) клубов НХЛ «Ванкувер Кэнакс» (1994—1999) и «Нью-Джерси Девилз» (1999—2010), в составе которого стал обладателем Кубка Стэнли 2000 и 2003. Вице-президент хоккейного клуба ЦСКА (2010—2012); советник президента КХЛ (с 2012).

## Биография
Владимир родился в 1950 году в Норильске. Его отец Валерий Владимирович (1912—1974), в 1930-х годах бывший вратарём сборной СССР по водному поло, отбывал в Норильлаге срок по статье 58.8 УК РСФСР («подготовка террористического акта»), а мать Людмила Ермовна была вольнонаёмной. В 1956 году отца реабилитировали, и в 1957 году семья переехала на родину отца в Москву.
Под руководством отца Владимир стал заниматься плаванием; его специализацией был вольный стиль. Первоначально Владимир специализировался в плавании на длинные дистанции, потом (как он позже рассказывал в интервью) ему удалось найти технику, благодаря которой резко улучшились результаты на стометровке:

Когда отец поставил нас <с Ильичёвым> вместе на «полтинник», я призадумался: за счёт чего могу его опередить? И сам нашёл технику, позволяющую быстро преодолевать короткие дистанции. Для этого, по словам Турецкого, тело должно быть, как байдарка. Напрягаешь спину, вытягиваешься в струну — и действительно плывёшь, словно байдарка. Но меня-то этому никто не учил. В том заплыве с Ильичёвым я интуитивно напряг спину. Почувствовал, что сразу поднялся над водой и прибавил в скорости. … Долго держать эту технику я не мог — но на сто метров меня хватало.
— Интервью газете «Спорт-Экспресс», 24 августа 2012

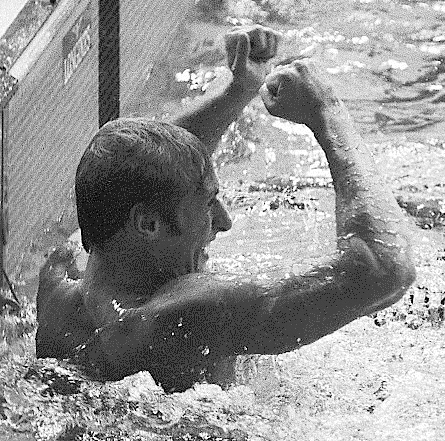
1972 год

Наибольшие успехи на стометровке пришлись на 1972—1975 годы: Буре стал бронзовым призёром Олимпийских игр 1972 года и серебряным призёром чемпионата мира 1975 года, в 1974 году на чемпионате Европы проиграл только одну сотую секунды ставшему победителем Петеру Нокке, 5 раз устанавливал рекорды Европы.
После смерти отца в марте 1974 года Владимира тренировать стал старший брат Алексей (1945—2012.; призёр чемпионатов СССР 1963 и 1964 в плавании баттерфляем; не попав на Олимпийские игры 1964, перешёл в скоростные виды подводного плавания, где стал чемпионом Европы и рекордсменом мира).
В 1979 году Владимир ушёл из большого спорта; последним его крупным соревнованием стала Спартакиада народов СССР, где он стал серебряным призёром в эстафете 4×100 м вольным стилем.
В 1979—1985 годах работал тренером по плаванию в ЦСКА. Занимался спортивной журналистикой — писал в «Московском комсомольце», работал на «Маяке», комментировал на телевидении соревнования по плаванию на Олимпийских играх 1980 года. Однако вскоре доступ на телевидение оказался закрыт: Владимира не приняли из кандидатов в члены КПСС как «не проявившего моральных и деловых качеств» — у него была внебрачная дочь.
В 1991 году Владимир с сыновьями Павлом и Валерием и бывшей женой Татьяной переехали в США. Когда Павел подписал контракт с «Ванкувером», Владимир уехал с ним — в контракте был специальный пункт, по которому он становился личным тренером Павла по физподготовке. В 1994 году стал тренером по физподготовке «Ванкувера», а в 1999 году — «Нью-Джерси».
В 2010 году, прервав контракт с «Нью-Джерси», по приглашению Вячеслава Фетисова вернулся в Москву и занял пост вице-президента хоккейного клуба ЦСКА, однако в начале 2012 года этот пост покинул, объяснив свой уход так:

В ЦСКА почему-то думали, что сосредоточусь на физической подготовке. А я-то ехал на руководящую роль. Мне хотелось повышения. Реальных полномочий вице-президента. Тренировать не собирался.
— Интервью газете «Спорт-Экспресс», 24 августа 2012
В 2015—2017 годах работал тренером по физической подготовке сборной Беларуси по хоккею.
В 2017 году перенёс тяжёлый инсульт и две операции, вторая из которых пошла не по плану: она длилась 12 часов вместо 6; как говорили врачи, его еле спасли. После этого был вынужден прервать свою тренерскую карьеру.
Скончался 3 сентября 2024 года в Майами. Несколькими неделями ранее во время купания в океане перенёс сердечный приступ, был госпитализирован.

## Спортивные достижения
| Вид                     | Место               | Результат                                                                   |
| 1968                    | 1968                | 1968                                                                        |
| ----------------------- | ------------------- | --------------------------------------------------------------------------- |
| 1500 м вольным стилем   | 5-е место в заплыве | 18.14,7                                                                     |
| 4×200 м вольным стилем  | 3-е место           | 8.01,6 (В. Буре, С. Белиц-Гейман, Г. Куликов, Л. Ильичёв)                   |
| 1972                    |                     |                                                                             |
| 100 м вольным стилем    | 3-е место           | 51,77 — РЕ                                                                  |
| 200 м вольным стилем    | 7-е место           | 1.57,24                                                                     |
| 4×100 м вольным стилем  | 2-е место           | 3.29,72 — РЕ (В. Буре — 52,26 — РЕ, В. Мазанов, В. Абоимов, И. Гривенников) |
| 4×200 м вольным стилем  | 3-е место           | 8.01,76 — Р СССР (И. Гривенников, В. Мазанов, Г. Куликов, В. Буре)          |
| комбинированная 4×100 м | 4-е место           | 3.53,24 — Р СССР (И. Гривенников, Н. Панкин, В. Шарыгин, В. Буре)           |
| 1976                    |                     |                                                                             |
| 100 м вольным стилем    | 7-е место           | 52,03                                                                       |

| Вид                     | Место     | Результат                                                   |
| 1973                    | 1973      | 1973                                                        |
| ----------------------- | --------- | ----------------------------------------------------------- |
| 100 м вольным стилем    | 4-е место | 52,52                                                       |
| 200 м вольным стилем    | 6-е место | 1.56,45                                                     |
| 4×100 м вольным стилем  | 2-е место | 3.31,36 (И. Гривенников, В. Абоимов, В. Кривцов, В. Буре)   |
| 4×200 м вольным стилем  | 6-е место | 7.47,79 (В. Абоимов, В. Кривцов, А. Самсонов, В. Буре       |
| комбинированная 4×100 м | 5-е место | 3.59,09 (И. Гривенников, М. Хрюкин, С. Захаров, В. Буре)    |
| 1975                    |           |                                                             |
| 100 м вольным стилем    | 2-е место | 51,32 — РЕ                                                  |
| 4×100 м вольным стилем  | 4-е место | 3.31,89 (А. Смирнов, А. Крылов, Г. Куликов, В. Буре)        |
| комбинированная 4×100 м | 6-е место | 3.55,84 (И. Омельченко, Н. Панкин, А. Маначинский, В. Буре) |

| Вид                     | Место     | Результат                                                       |
| 1966                    | 1966      | 1966                                                            |
| ----------------------- | --------- | --------------------------------------------------------------- |
| 400 м вольным стилем    | 7-е место | 4.23,4                                                          |
| 1970                    |           |                                                                 |
| 200 м вольным стилем    | 4-е место | 1.58,5                                                          |
| 4×100 м вольным стилем  | чемпион   | 3.32,3 — РЕ (В. Буре, В. Мазанов, Г. Куликов, Л. Ильичёв)       |
| 4×200 м вольным стилем  | 2-е место | 7.52,8 — Р СССР (Г. Куликов, А. Анарбаев, А. Самсонов, В. Буре) |
| 1974                    |           |                                                                 |
| 100 м вольным стилем    | 2-е место | 52,19                                                           |
| 4×100 м вольным стилем  | 2-е место | 3.32,01 (В. Буре, А. Самсонов, А. Рыбаков, Г. Куликов)          |
| комбинированная 4×100 м | 3-е место | 3.54,37 (И. Потякин, Н. Панкин, В. Шарыгин, В. Буре)            |
| 1977                    |           |                                                                 |
| 100 м вольным стилем    | 2-е место | 52,02                                                           |
| 4×100 м вольным стилем  | 3-е место | 3.28,91 (В. Буре, С. Лабзо, С. Копляков, А. Крылов)             |

| Год | 100 м вольным стилем | 100 м вольным стилем | 200 м вольным стилем | 200 м вольным стилем | 400 м вольным стилем | 400 м вольным стилем | 1500 м вольным стилем | 1500 м вольным стилем |
| Год | Место                | Результат            | Место                | Результат            | Место                | Результат            | Место                 | Результат             |
| --- | -------------------- | -------------------- | -------------------- | -------------------- | -------------------- | -------------------- | --------------------- | --------------------- |
| 1966 |                      |                      |                      |                      |                      |                      | 3                     | 17.39,2               |
| 1967 |                      |                      |                      |                      | 3                    | 4.21,0               |                       |                       |
| 1968 |                      |                      | 3                    | 2.00,9               |                      |                      | 1                     | 17.25,6               |
| 1969 |                      |                      |                      |                      |                      |                      |                       |                       |
| 1970 | 2                    | 53,5                 | 2                    | 1.58,0               | 2                    | 4.11,1               |                       |                       |
| 1971 | 1                    | 52,9 — P СССР        | 1                    | 1.58,1               |                      |                      |                       |                       |
| 1972 | 1                    | 52,51 — РЕ           | 1                    | 1.57,0               | 1                    | 4.07,3 — P СССР      |                       |                       |
| 1973 | 1                    | 52,6                 | 1                    | 1.56,2               | 1                    | 4.06,3 — P СССР      |                       |                       |
| 1974 | 1                    | 52,8                 | 2                    | 1.57,3               |                      |                      |                       |                       |
| 1975 | 1                    | 51,80                |                      |                      |                      |                      |                       |                       |
| 1976 | 2                    | 52,20                |                      |                      |                      |                      |                       |                       |
| 1977 | 1                    | 52,10                |                      |                      |                      |                      |                       |                       |
| 1978 | 2                    | 52,45                |                      |                      |                      |                      |                       |                       |
| 1979 |                      |                      |                      |                      |                      |                      |                       |                       |
| В составе сборной Москвы чемпион СССР в эстафетах: - 4×100 м вольным стилем — 1973, 1975 - 4×200 м вольным стилем — 1967, 1979 - комбинированная 4×100 м — 1973, 1975 |                      |                      |                      |                      |                      |                      |                       |                       |
| 1. |                      |                      |                      |                      |                      |                      |                       |                       |

Рекорды СССР
```
  100 м вольным стилем        53,1            13.04.1970   
Новосибирск

                              52,51   РЕ      14.08.1972   
Москва
, Ч СССР
                              52,26   РЕ      28.08.1972   
Мюнхен
, ОИ (на первом этапе эстафеты)
                              51,77   РЕ       3.09.1972   
Мюнхен
, ОИ
                              51,36   РЕ      26.02.1975   
Ленинград

                              51,32   РЕ      27.07.1975   
Кали
, ЧМ
```

```
  200 м вольным стилем      1.54,81           22.08.1973   
Москва
```

```
  400 м вольным стилем      4.07,3             5.08.1972   
Тбилиси
, Ч СССР
                            4.06,3            29.07.1973   
Ростов-на-Дону
, Ч СССР
```

```
4×100 м вольным стилем      3.32,3    РЕ      10.09.1970   
Барселона
, ЧЕ
                                            В. Буре, В. Мазанов, Г. Куликов, Л. Ильичёв 
                            3.29,72   PE      28.08.1972   
Мюнхен
, ОИ
                                            В. Буре, В. Мазанов, В. Абоимов, И. Гривенников 
                            3.28,89   РЕ      15.03.1975   
Дрезден

                                            В. Буре, В. Кривцов, A. Рыбаков, А. Смирнов 
```

```
4×200 м вольным стилем      7.54,5    РЕ      24.08,1969   
Вюрцбург

                                            В. Буре, С. Белиц-Гейман, А. Анарбаев, Г. Куликов 
                            7.52,8            12.09.1970   
Барселона
, ЧЕ
                                            Г. Куликов, А. Анарбаев, A. Самсонов, В. Буре 
                            7.52,3            29.08.1971   
Уппсала

                                            В. Буре, В. Абоимов, Л. Ильичев, А. Самсонов
                            7.45,7            31.08.1972   
Мюнхен
, ОИ
                                            И. Гривенников, В. Мазанов, Г. Куликов, В. Буре 
                            7.39,52   РЕ      16.03.1975   
Дрезден

                                            В. Буре, В. Кривцов, А. Самсонов, А. Крылов 
```

```
комбинированная 4×100 м     3.56,5            18.04.1971   
Галле

                                            И. Гривенников, Н. Панкин, Е. Спиридонов, В. Буре 
                            3.53,3             4.09.1972   
Мюнхен
, ОИ
                                            И. Гривенников, Н. Панкин, В. Шарыгин, В. Буре
```

## Награды
- Орден «Знак Почёта» (1972)
- Медаль «За трудовое отличие» (1968)

### Интервью
- Вице-президент ЦСКА Владимир Буре: Из игроков делаю миллионеров // «Советский спорт». — 27 августа 2010
- Владимир Буре: семейные тайны // «Спорт-Экспресс». — 24 августа 2012